# Feline hypertrophe Kardiomyopathie

Hypertroph-obstruktive Kardiomyopathie bei einer Europäisch-Kurzhaar-Katze, echokardiographisches Bild. Anschallung rechts parasternal, Langachse. Beachte das verdickte Septum, den verengten Ausflusstrakt der linken Herzkammer und die sekundäre Mitralregurgitation.

Feline hypertrophe Kardiomyopathie ist bei Hauskatzen die am häufigsten diagnostizierte Herzerkrankung.  Sie ist, wie die hypertrophen Kardiomyopathie des Menschen, durch eine Verdickung des Herzmuskels gekennzeichnet. Sie kann erblich (primäre HCM) oder durch Erkrankungen mit erhöhtem Blutdruck wie Nierenfunktionsstörungen sowie Schilddrüsenüberfunktion und andere endokrinologische Erkrankungen bedingt sein (sekundäre HCM). Die Diagnose wird vor allem durch die Echokardiografie gestellt. Zur Behandlung werden entwässernde Medikamente wie Furosemid sowie ACE-Hemmer eingesetzt.

Thrombus in der Endaufzweigung der Aorta bei einer Katze. 1 eröffnete Aorta mit Thrombus, 2 Aa. iliacae externae, 3 gemeinsamer Stamm der beiden Aa. iliacae internae, 4 A. circumflexa ilium profunda, 5 A. mesenterica caudalis, 6 Colon descendens

## Pathophysiologie
Das Erscheinungsbild der feline hypertrophe Kardiomyopathie (HCM) ist eine generalisierte oder fokale Verdickung der Herzwand in Begleitung sekundärer Funktionsstörungen der Herzklappen. Die Herzmuskulatur vergrößert sich hierbei in den Herzkammerinnenraum hinein. Die Verdickung des Herzmuskels führt dementsprechend zu einer Verengung der Herzkammern (Verkleinerung des Lumens im Verhältnis zur Wandstärke) und zu einer Einschränkung der Füllung des Herzens. Hierdurch kann es vor allem im Vorhof der linken Herzkammer, also im Lungenkreislauf, zum Rückstau von Blut kommt, der durch die Klappenfunktionsstörungen noch begünstigt wird. Als Folge steigt das Risiko für Lungenödeme sowie für die Ansammlung von Wasser im Brustkorb (Thoraxerguss). Bei einer Verengung der rechten Herzseite, ist mit möglichen Wassereinlagerungen in der Bauchhöhle zu rechnen. Weiter ist der verdickte Herzmuskel minder durchblutet und mit Sauerstoff unterversorgt, was zu Herzrhythmusstörungen bis hin zu einem Myokardinfarkt führen kann. Eine weitere mögliche Komplikation bei HCM ist die Aortenthrombose. Hier werden im linken Vorhof Blutgerinnsel gebildet und abgeschwemmt. Diese können in den Beinarterien der Hinterextremitäten, seltener der Vorderextremitäten, zu einem Verschluss führen.

## Erscheinungsformen
Es können mehrere Arten der felinen hypertrophen Kardiomyopathie unterschieden werden:
- Primäre HCM: Die primäre HCM ist genetisch bedingt und zeigt sich häufig im Alter zwischen einem Jahr und etwa fünf Jahren. Sie tritt gehäuft bei der Hauskatze auf, sowie den Katzenrassen Main Coon, Perser, Ragdoll oder Britisch Kurzhaar.[1][2][3]
- Sekundäre HCM: Die sekundäre HCM entwickelt sich häufig erst mit zunehmendem Alter der Katze in Folge anderer Erkrankungen die mit Bluthochdruck einhergehen. Zu nennen sind Nierenfunktionsstörungen aber auch Schilddrüsenüberfunktion und endokrinologische Erkrankungen.[1][2][3]
- Symmetrische HCM: Bei symmetrischer HCM ist der gesamte Herzmuskel gleichmäßig verdickt.[3]
- Asymmetrische HCM: Bei asymmetrischer HCM ist nur ein Teil des Herzens verdickt, wobei meist nur die linke Herzseite betroffen ist (Lungenkreislauf).[3]

## Symptome
In der Frühphase der Krankheit oder bei einem milden Verlauf sind meist keine Krankheitssymptome vorhanden oder sind unspezifisch. Die Erkrankung ist häufig nur durch eine Herzultraschall-Untersuchung erkennbar. Zu den frühen Symptomen gehören Appetitverlust, Bewegungsunlust und ständige Müdigkeit.
Schwerere Krankheitsverläufe manifestieren sich durch Dyspnoe (Atemnot), das heißt durch erschwerte oder pumpende Atmung, beschleunigte Atmung oft mit Bauchpresse (>40 Atemzüge pro Minute), Atmung mit geöffneten Maul (vor allem nach Belastung) und „Hecheln“. Das Sauerstoffdefizit kann zu bläulich verfärbten Maulschleimhäuten (Zyanose) führen. Auch Synkopen (kurzer Verlust des Bewusstseins) sind möglich. Eine Aortenthrombose kann zu Lähmungserscheinungen einer oder beider Hinterextremitäten oder einer Vorderextremität (meist rechts) führen. Die Katze hat heftige Schmerzen, die sie lautstark zeigt.

## Diagnose
Zu den klassischen tierärztlichen Diagnosemethoden bei Verdacht auf HCM gehören unter anderem:
Röntgenologische Untersuchung des Brustkorbs: Hiermit kann vor allem bei einem fortgeschrittenen Stadium der Krankheit ein Rückstau von Flüssigkeit in die Lunge (Lungenödem) oder den Brustkorb (Thoraxerguss) nachgewiesen werden. Ebenso kann ein vergrößertes Herz erkannt werden.
Echokardiografie: Durch die Ultraschalluntersuchung des Herzens kann die Dicke des Herzmuskels an unterschiedlichen Stellen gemessen werden. Weiter sind die Kontraktilität (Fähigkeit, sich zusammenzuziehen) des Herzens, sowie mögliche Veränderungen an den Herzklappen wichtige messbare Parameter. Darüber hinaus sind Verwirbelungen des Blutflusses als mögliches Thromboserisiko erkennbar.
Blutdruckmessung: Die Blutdruckmessung erlaubt die Unterscheidung zwischen primärer und sekundärer feliner HCM. Darüber hinaus kann erhöhter Blutdruck zu einer Verschlechterung beziehungsweise Voranschreiten der hypertrophen Kardiomyopathie führen.
NTproBNP-Messung: Die Konzentration des Hormons NTproBNP steigt bei einer Herzerkrankung an, welche die Herzmuskulatur dehnt. Der Bluttest dient zur Früherkennung von Herzerkrankungen symptomloser Katzen.

## Therapie
Bei gering– bis mittelgradiger HCM gibt es für Katzen noch keine evidenzbasierte Standardtherapie (Stand 2025). Bei mittlerem bis hohem Erkrankungsgrad dienen Diuretika zur Entwässerung der Lunge. Weiter werden mittels kreislaufstabilisierenden, das heißt gefäßerweiternden und blutdrucksenkenden ACE-Hemmern möglichen pathophysiologischen Mechanismen entgegengewirkt. Betablocker können im Einzelfall bei obstruktiven Herzerkrankungen (Verengung der Herzkammern) oder Herzrhythmusstörungen eingesetzt werden. Möglicherweise sind auch Thromboseprophylaxe mit Clopidogrel oder die Gabe von Medikamenten zur Unterstützung der Pumpfähigkeit des Herzmuskels sinnvoll. Ein Pleuraerguss wird mittels Punktion entleert.